# 中国国际生态城市论坛
中国国际生态城市论坛，全称中国（天津滨海）国际生态城市论坛暨博览会，简称滨海论坛，是2010年创办于天津市滨海新区的国际性生态城市论坛，永久主题是“生态城市创造和谐未来”，每年举办一届。

## 概况

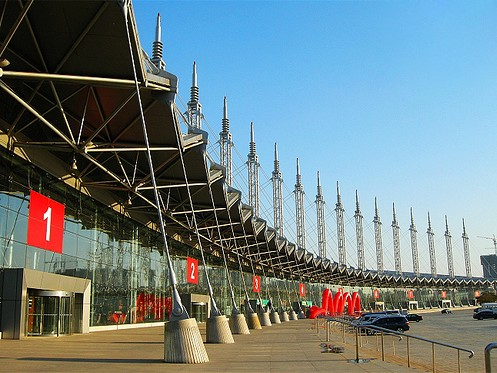
天津滨海国际会展中心

中国国际生态城市论坛暨博览会，由国家发展和改革委员会、国家住房和城乡建设部、天津市人民政府和中国国际经济交流中心共同主办，滨海新区人民政府承办。主会场为天津滨海国际会展中心，分会场为滨海国际会议中心、泰达万丽酒店等。首届滨海论坛发表《滨海生态城市宣言》，倡议建立科学化的评估生态城市发展的指标体系，制定保障和支持生态城市发展的政策法规标准，推动政府、企业和公众等多元主体积极参与，开展国际间广泛合作交流，综合协调社会、环境、资源、经济各方面的均衡发展，倡导绿色消费和健康生活。

## 主题
滨海论坛的永久主题是“生态城市创造和谐未来”，每年在此基础上设立年度主题。
- 2010年年度主题：“生态城市与绿色复苏”，通过主题为“生态城市，我们共同的未来！”的《滨海生态城市宣言》，倡导建立科学化评估生态城市发展的指标体系。[3]
- 2011年年度主题：“低碳发展与生态城市”，论坛举办期间将集中展示国内外低碳城市和生态城市的先进理念、技术和产品。[4]